# Grabki (gromada)
Grabki (alt. Grabki Małe) – dawna gromada, czyli najmniejsza jednostka podziału terytorialnego Polskiej Rzeczypospolitej Ludowej w latach 1954–1972.
Gromady, z gromadzkimi radami narodowymi (GRN) jako organami władzy najniższego stopnia na wsi, funkcjonowały od reformy reorganizującej administrację wiejską przeprowadzonej jesienią 1954 do momentu ich zniesienia z dniem 1 stycznia 1973, tym samym wypierając organizację gminną w latach 1954–1972.
Gromadę Grabki z siedzibą GRN w Grabkach (Małych) utworzono – jako jedną z 8759 gromad na obszarze Polski – w powiecie buskim w woj. kieleckim, na mocy uchwały nr 13a/54 WRN w Kielcach z dnia 29 września 1954. W skład jednostki weszły obszary dotychczasowych gromad Grabki Małe (bez osady młyńskiej Pożdżeń i wsi Pożdżeń), Jarząbki, Grabki Duże i Zofiówka (bez wsi Wola Zofiowska) ze zniesionej gminy Grabki w tymże powiecie. Dla gromady ustalono 13 członków gromadzkiej rady narodowej.
1 stycznia 1956 gromada weszła w skład nowo utworzonego powiatu chmielnickiego w tymże województwie.
29 lutego 1956 do gromady Grabki przyłączono wieś Pożdżeń i osadę młyńską Pożdżeń z gromady Solec Stary w tymże powiecie.
31 grudnia 1959 do gromady Grabki przyłączono wieś Wolica ze zniesionej gromady Solec Stary.
W związku ze zlikwidowaniem powiatu chmielnickiego z dniem 31 grudnia 1961, gromadę włączono do:
- gromady Raczyce z powiatu chmielnickiego, którą równocześnie włączono z powrotem do powiatu buskiego (wsie Grabki Małe, Pożdżeń, Jarząbki, Wiktorów i Zofiówka oraz osada młyńska Pożdżeń)
- gromady Szydłów z powiatu chmielnickiego, którą równocześnie włączono do powiatu staszowskiego (wsie Grabki Duże i Wolica)

(Zapis w rozporządzeniu Rady Ministrów z dnia 7 listopada 1961 sugeruje że obszar całej gromady Grabki miał być włączony do powiatu staszowskiego w tymże województwie; w rzeczywistości tylko mała jej część weszła w skład powiatu staszowskiego, a większa powróciła do powiatu buskiego).